# Hanna Barakat
Hanna Barakat (arabisch هناء بركات, DMG Hanāʾ Barakāt; * 1. September 1999 in Los Angeles) ist eine US-amerikanisch-palästinensische Leichtathletin, die sich auf den Sprint spezialisiert hat.

## Sportliche Laufbahn
Hanna Barakat ist Studentin an der renommierten Brown University und sammelte 2021 erste Erfahrungen bei internationalen Meisterschaften. So belegte sie bei den Arabischen Meisterschaften in Radès in 24,93 s den siebten Platz im 200-Meter-Lauf und gelangte mit 58,20 s auf den fünften Platz im 400-Meter-Lauf. Dank einer Wildcard startete sie im Juli im 100-Meter-Lauf bei den Olympischen Sommerspielen in Tokio und schied dort mit neuem Landesrekord von 12,16 s in der Vorausscheidungsrunde aus. Im Jahr darauf ging sie bei den Weltmeisterschaften in Eugene über 200 Meter an den Start und schied dort mit neuem Landesrekord von 26,33 s in der ersten Runde aus.

## Persönliche Bestleistungen
- 100 Meter: 12,16 s (+0,8 m/s), 30. Juli 2021 in Tokio (palästinensischer Rekord)
  - 60 Meter (Halle): 7,78 s, 20. Januar 2018 in Kingston
- 200 Meter: 24,70 s (+0,8 m/s), 2. Juni 2018 in Pomona
  - 200 Meter (Halle): 24,96 s, 14. Februar 2020 in Boston
- 400 Meter: 58,20 s, 17. Juni 2021 in Radès (palästinensischer Rekord)